# Beat 'em up
Beat 'em up is een computerspelgenre. De Engelse aanduiding betekent letterlijk sla ze in elkaar, en dat is in feite waar het in dit genre om draait.
Beat 'em up worden gekenmerkt door levels waarin de speler zich een weg moet vechten langs meerdere tegenstanders. In tegenstelling tot bij shoot 'em up-spellen moet de speler deze tegenstanders uitsluitend verslaan met behulp van ongewapende vechttechnieken, of korte-afstandswapens zoals een gevechtsstok.
In tegenstelling tot wat vaak wordt gedacht is beat 'em up een zelfstandig genre dat los staat van de vechtspellen. Daarbij nemen altijd twee tegenstanders het tegen elkaar op in een kleine arena, terwijl de levels in beat 'em up-spellen een stuk groter zijn en gevuld met meer tegenstanders. Ook beschikken de spelpersonages in een beat 'em up vaak over minder speciale of unieke vaardigheden dan in een vechtspel.
Beat 'em up-spellen zijn ruwweg te verdelen in twee groepen. In de ene draait alles om vechtsporten en beschikt de speler niet over wapens. In de andere kan de speler wel wapens gebruiken.